# Паула Уманья
Паула Уманья (ісп. Paula Umaña; нар. 10 вересня 1974) — колишня коста-риканська тенісистка.
Найвищу одиночну позицію світового рейтингу — 624 місце досягла 7 листопада 1994, парну — 281 місце — 17 липня 1995 року.

## Фінали ITF
| Турніри $25,000 |
| Турніри $10,000 |

### Парний розряд: 4 (0–4)
| Результат | Ранг | Дата           | Турнір              | Покриття | Партнерка        | Суперниці                       | Рахунок       |
| --------- | ---- | -------------- | ------------------- | -------- | ---------------- | ------------------------------- | ------------- |
| Поразка   | 1.   | 24 липня 1994  | Мехіко, Мексика     | Тверде   | Хімена Родрігес  | Лусіла Бесерра Клаудія Мусіньйо | 7–5, 4–6, 3–6 |
| Поразка   | 2.   | 2 жовтня 1994  | Монтеррей, Мексика  | Ґрунт    | Клаудія Мусіньйо | Шочітль Ескобедо Лусіла Бесерра | 4–6, 4–6      |
| Поразка   | 3.   | 16 жовтня 1994 | Сальтільйо, Мексика | Тверде   | Івалані Маккалла | Лакшмі Порурі Елені Россайдс    | 1–6, 1–6      |
| Поразка   | 4.   | 4 грудня 1994  | Сан-Паулу, Бразилія | Тверде   | Карміна Хіральдо | Ванесса Менга Лусіана Телла     | 2–6, 3–6      |